# Список умерших в 1106 году

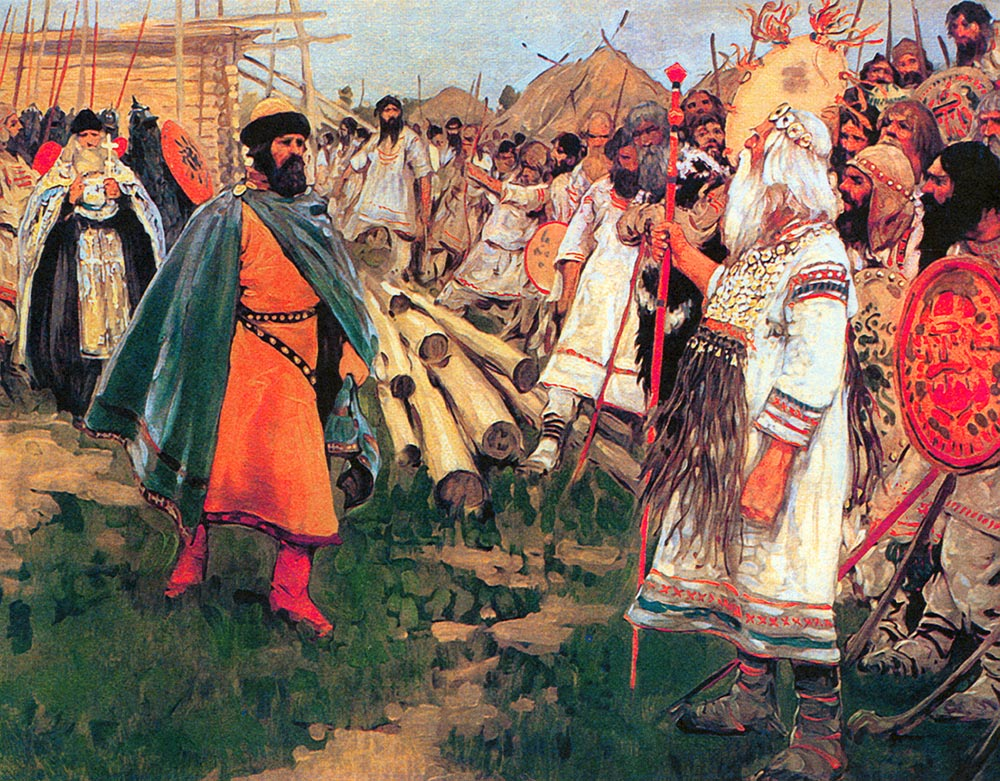
Ян Вышатич

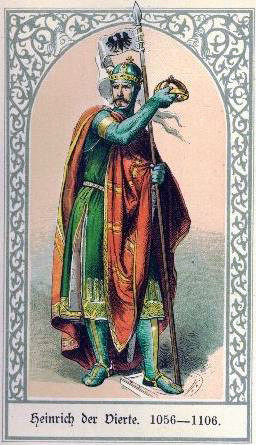
Генрих IV

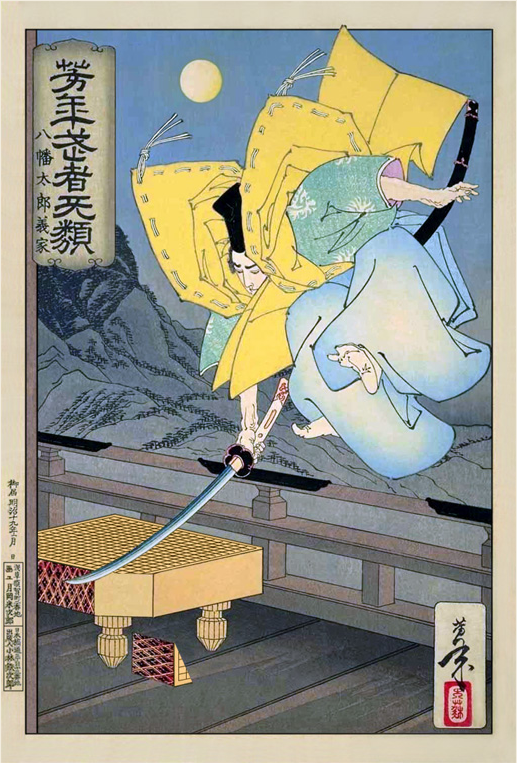
Минамото но Йосийе

В этой статье представлен список известных людей, умерших в 1106 году.
См. также: Категория:Умершие в 1106 году

## Май
- 19 мая — Жоффруа IV Мартел — граф Анжу (1098—1106) (соправитель отца, Фулька IV). Убит

## Июнь
- 2 июня — Лотарь Удо III фон Штаде — граф Штаде (под именем Лотарь Удо IV) и маркграф Северной марки с 1087 года из династии Удоненов.
- 16 июня — Бенно — епископ Мейсена (1066—1106), святой католической церкви
- 24 июня — Ян Вышатич — киевский тысяцкий

## Июль
- 31 июля — Адольф I — граф Берга (с не позднее 1101).

## Август
- 4 августа — Минамото-но Ёсииэ — японский самурай, полководец, ставший для самураев образцом храбрости и умения
- 7 августа — Генрих IV — король Германии (1053—1105), император Священной Римской империи (1084—1105), герцог Баварии (1053—1054, 1055—1061, 1077—1096)
- 23 августа — Магнус — герцог Саксонии (1072—1106), последний из рода Биллунгов.
- Гуго де Фокамберг — крестоносец, князь Галилеи и Тибериады (с 1101).

## Сентябрь
- 2 сентября — Юсуф ибн Ташфин — эмир из династии Альморавидов (1086—1106)
- 17 сентября — Манассе II де Шатильон[англ.] — архиепископ Реймса (1096—1106)

## Октябрь
- 7 октября — Гуго де Ди — епископ Ди с 1073 года, архиепископ Лиона (1082—1106), папский легат во Франции с 1094 года. Отлучил от церкви короля Филиппа I Французского в 1094 году.

## Дата неизвестна или требует уточнения
- Арнольфо Бергамский — итальянский прелат, Ординарий епархии Бергамо.
- Джованни из Лоди[итал.] — епископ Губбио, святой католической церкви
- Домналл (Донал IV)[англ.] — король Коннахта (1102—1106)
- Ли Гунлинь — китайский художник
- Маэл Муйре мак Келехайр[англ.] — ирландский писец, один из создателей манускрипта Книги Бурой Коровы, старейшего из манускриптов на ирландском языке
- Минучихр II — сын Ширваншаха Фарибурз ибн Саллара из династии Кесранидов.
- Натан бен Иехиэль Римский — раввин эпохи ришоним, известный средневековый еврейский лексикограф, лингвист и философ.
- Ричард II — князь Капуи (1091—1106), граф Аверсы (1091—1106?)
- Али ибн Тахир аль-Сулами[англ.] — дамаскский юрист и филолог, который первый призвал к джихаду против крестоносцев